# Cryptolepis decidua
Cryptolepis decidua är en oleanderväxtart som först beskrevs av Jules Émile Planchon, Joseph Dalton Hooker och Benth., och fick sitt nu gällande namn av Nicholas Edward Brown. Cryptolepis decidua ingår i släktet Cryptolepis och familjen oleanderväxter. Inga underarter finns listade i Catalogue of Life.